# Tony Yayo

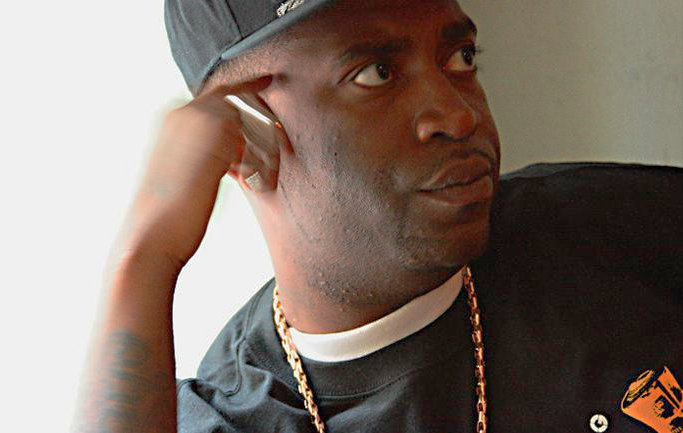
Tony Yayo

Tony Yayo, född Marvin Bernard 31 mars 1978 i Queens, är en amerikansk hiphop-artist av haitisk härkomst. Han är medlem i rapgruppen G-Unit. Han arresterades p.g.a olaga vapeninnehav, det ledde till att Young Buck, en annan rappare, sattes in i gruppen G-Unit, de hann göra många (album) låtar innan Tony Yayo kom ut. Young Buck hoppade av G-unit p.g.a att 50 Cent spelade in ett samtal med 50 cent där han grät och bad om förlåtelse, men också för Young bucks olojala metoder som 50 Cent inte alls tyckte om gentemot gruppen G-Unit
Yayo är slang för kokain.